# Caturaí
Caturaí é um município brasileiro do estado de Goiás. Possui uma área 205,075 km², e sua população estimada em 2022 é de 5 184 habitantes.
Até no ano de 2015 ocorria na praça central, a Festa do Arroz, que era uma dedicação à lavoura comunitária. Atualmente, ocorre o Encontro de Carreiros, que teve sua primeira edição no ano de 2017, o evento mantém a tradição e a cultura goiana. No mês de junho, por volta do dia 13, ocorre a tradicional festa a Santo Antônio de Pádua, padroeiro da cidade.

## História
O município de Caturaí, teve início na década de 30, com a mudança de Antônio Moreira de Melo, paulista que veio se estabelecer em Goiás.
Antônio com sua família, Carolina da Luz (esposa), e Virgílio Moreira de Melo (filho), compraram uma fazenda chamada Rio do Peixe.
A família de Antônio doou uma parcela de quatro alqueires para famílias carentes da região, onde começaram as primeiras construções. O povoado em sua fundação era freguesia de Inhumas.
Em seguida, um senatório e um centro espírita foram inaugurados no dia 8 de janeiro de 1938.
Com a aglomeração de pessoas foi fundado o povoado, cujo nome original era Santo Antônio de Pádua, que permaneceu como seu padroeiro.
O plano da cidade foi elaborado por João Miguel de Lima, genro de Virgílio de Melo, com o auxílio de um topógrafo ou técnico agrimensor (conforme imagem da Planta Original da Cidade de Caturaí). A planta apresenta pequenas alterações se comparada com imagens recentes de satélite. No verso do mapa consta o nome de Manoel Lopes da Silva, porém, não está claro qual a sua participação no processo.

## Saneamento
36,4% das residências possui esgotamento sanitário básico adequado. (IBGE 2010)

## Religião
Predominantemente católica: 62%, seguido por evangélica 18% e espirita 7% (dados IBGE 2010)

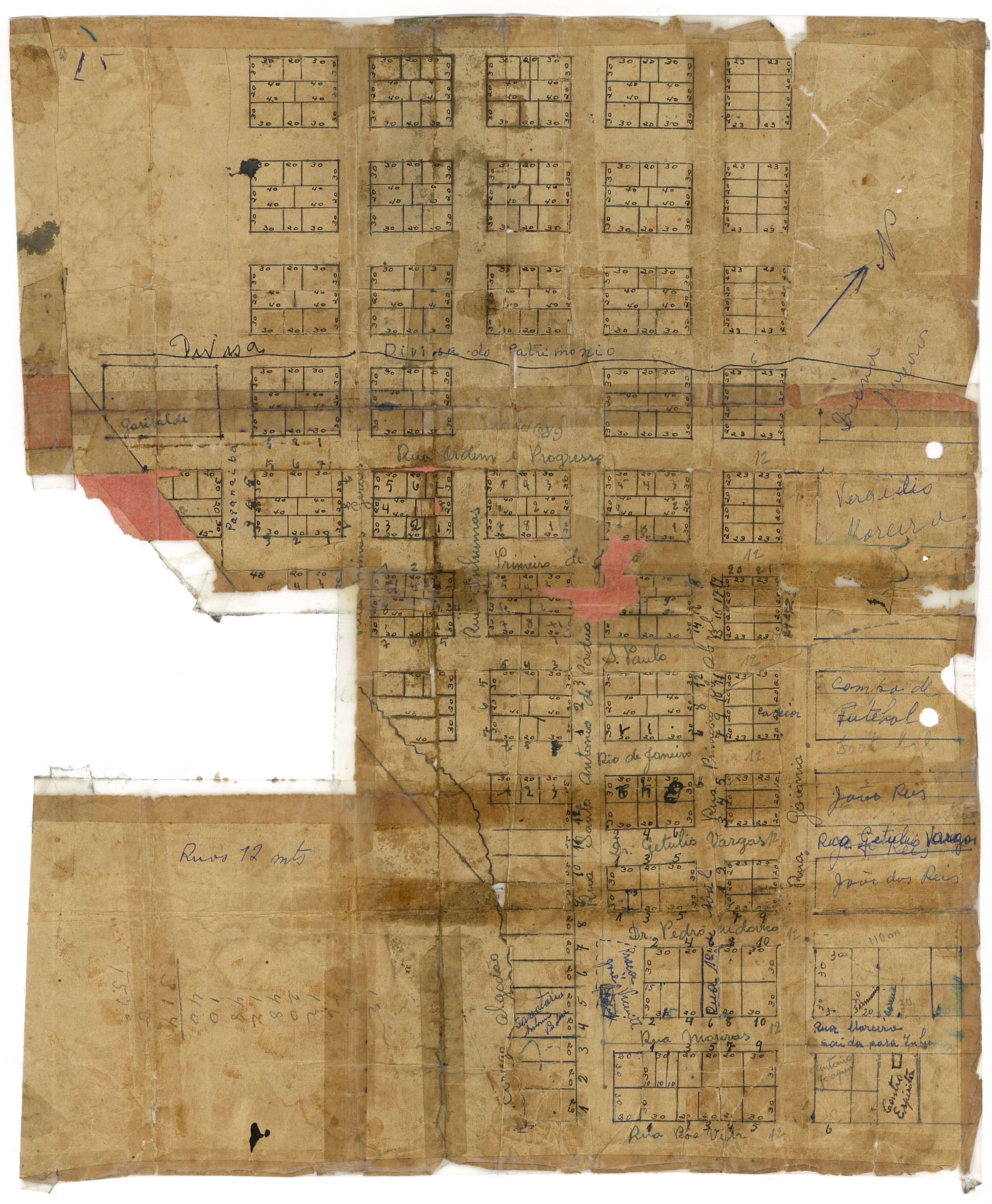
Plano Urbanístico Original do Povoado de Santo Antônio de Pádua, atual Cidade de Caturaí, Goiás. Realizado por João Miguel de Lima, cerca de 1940-44.

## Hidrografia
Ribeirão Rio do Peixe.
Córrego Pateiro
Córrego Serra abaixo

## Economia
Basicamente agropecuária.